# Vlag van La Bruyère
De vlag van La Bruyère is op onbekende datum bij raadsbesluit vastgesteld als de vlag van de Naamse gemeente La Bruyère. De vlag kan als volgt worden beschreven:
Linksgeschuind van geel en groen.
De vlag komt overeen met het vlagontwerp van de Raad van Heraldiek en Vexillologie (Frans: Conseil d’héraldique et de vexillologie). De vlag is hierdoor gelijk aan het gemeentewapen, zonder de wapenfiguren.